# Abbaye de la Ramée

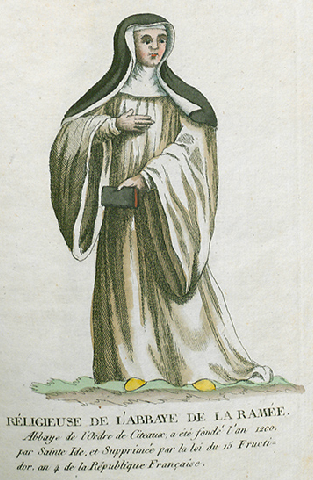
Religieuse de l'Abbaye de la Ramée

Pour les articles homonymes, voir Ramée.
L'abbaye de La Ramée, fondée vers 1215 par Héluide, abbesse de Nivelles, était située à Jauchelette (commune de Jodoigne), en Belgique, dans le Brabant wallon, au niveau d'une boucle de la Grande Gette. Le couvent fut au début sous l'autorité religieuse de l'abbaye de Villers-la-Ville. L'abbaye était alors pieuse et docte, et dotée d'un scriptorium pour la confection de manuscrits.
Au début du XVIe siècle, l'abbaye fut entraînée dans un mouvement de réforme spirituelle issu de l'abbaye de Marche-les-Dames, qui visait à rétablir un plus strict respect de la règle de saint Benoît. Aux XVIe et XVIIe siècles, les moniales furent contraintes de quitter deux fois leur abbaye, laquelle subit alors des pillages. Au XVIIIe siècle, la quasi-totalité des bâtiments furent reconstruits. Les abbesses développèrent l'enseignement en accueillant les enfants des environs. En 1796, la Révolution dispersa la communauté, l'abbaye étant vendue en 1799. Les bâtiments monastiques furent démantelés par les propriétaires successifs.
Depuis 2008, ce qui reste de l'abbaye de la Ramée est exclusivement destiné à l'accueil de séminaires d’entreprises. Elle est organisation associée à Europa Nostra Belgium , représentant en Belgique d'Europa Nostra, la Fédération européenne du patrimoine.

## Histoire

### Fondation et période de sérénité
L'implantation d'une communauté cistercienne de moniales à Jauchelette remonte aux années 1213-1215. Il semble acquis qu'une première implantation ait vu le jour quelques années voire quelques décennies plus tôt, à Kerkom (aujourd'hui en Flandre). Pour une raison inconnue, la communauté déménagea au début du XIIIe siècle sur des terres cédées par Gérard, seigneur de Jauche et ancien croisé. La fondation voit le jour grâce à la fille de ce dernier dénommée Héluide.
Dès le début, le couvent fut sous l'autorité religieuse de l'abbaye de Villers-la-Ville, aujourd'hui en Brabant wallon. Des frères convers de Villers participent par ailleurs à l'édification d'une partie des bâtiments de La Ramée. Son existence jusqu’au XVe siècle semble être celle d’un monastère sans histoire, malgré quelques incursions militaires sur ses terres. 
L'abbaye est pieuse et docte, car il s'y trouve un scriptorium. Ida de Nivelles et Ida de Léau y vécurent.

### Mouvement de réforme puis exils
Au tout début du XVIe siècle, l’abbaye de la Ramée est entraînée dans un mouvement de réforme spirituelle issu de l’abbaye de Marche-les-Dames, en province de Namur, qui visait à rétablir un plus strict respect de la règle de saint Benoît (notamment l’obligation de la clôture pour les religieuses).
Aux XVIe et XVIIe siècles, les moniales sont contraintes de s’exiler à deux reprises. L’abbaye ainsi abandonnée subit les affres du temps et des pillages. La position de l'abbaye, à la lisière du Brabant et de l'évêché de Liège, dans les larges plaines de la Hesbaye brabançonne, en fait une cible idéale pour les déserteurs en déroute, et un quartier général appréciable pour les troupes anglaises : en 1706, l’abbaye de la Ramée sert d’hôpital militaire lors de la bataille de Ramillies (remportée par le duc de Marlborough sur Louis XIV).

### Second âge d'or
Le XVIIIe siècle correspond au second âge d’or de l’abbaye, et cet âge d'or sera bref. La quasi-totalité des bâtiments sont reconstruits, comme l'attestent de nombreux millésimes dans les pierres et les ancres. Notamment, le quartier abbatial est bâti par dame Séraphine Wouters en 1775. Ce quartier sera incorporé dans le couvent des sœurs du Sacré-Cœur. Les abbesses développent l’enseignement en accueillant les enfants des environs.

### Révolution française
En 1796, lors de l'invasion des troupes républicaines et l' annexion française des États de Belgique, l'abbaye fut lourdement taxée puis confisquée comme bien national en 1796. L'école fut supprimée et les 28 cisterciennes expulsées. Quant au domaine, divisé en plusieurs lots, il fut vendu en 1799. La Révolution disperse la communauté . 
Les bâtiments monastiques sont démantelés par les propriétaires successifs, avant que la Congrégation des Dames du Sacré-Cœur ne fasse l'acquisition de ce qu'il en restait (1903). Durant ce temps, et par après, la ferme et sa gigantesque grange (appelées en wallon cinse de l’Abîye) gardent leur fonction agricole.
En 1990, la S.A. Immobilière La Ramée acquiert la ferme pour la transformer en centre d’organisation d'événements culturels, familiaux ou d'entreprise. Des séminaires, des mariages et des événements publicitaires s'y déroulent tous les jours, tandis qu'un restaurant et qu'un hôtel complètent la gamme des services.
Depuis 2008, l'Abbaye de la Ramée est exclusivement destinée à l’accueil de séminaires d’entreprises.

## Patrimoine

### Ensemble du site
Le site de l'ancienne abbaye cistercienne de La Ramée est composé de bâtiments conventuels, en briques, disposés en quadrilatère, lesquels furent détruits après la mise en vente du site, en 1796, à l'exception notable des quartiers de l'abbesse, dont le volume principal subsiste, bâti en pierre. Récemment acquise par la S.A. La Ramée, le domaine a retrouvé son unité, à défaut d'avoir conservé son intégrité. Au cours du XXe siècle, de nouveaux bâtiments ont été construits à des fins conventuelles, mais sans aucun souci d'esthétique ni d'unité de style.

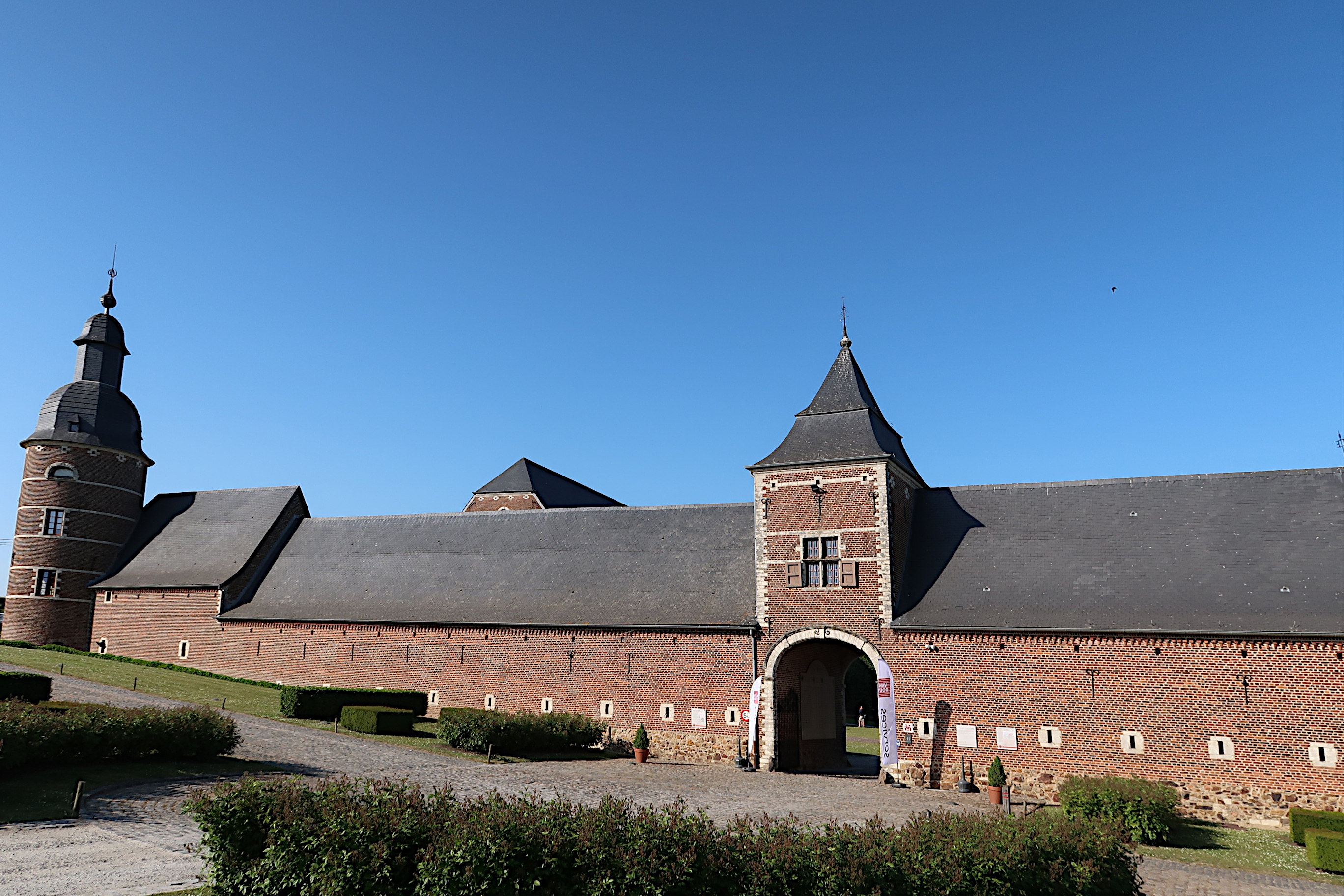
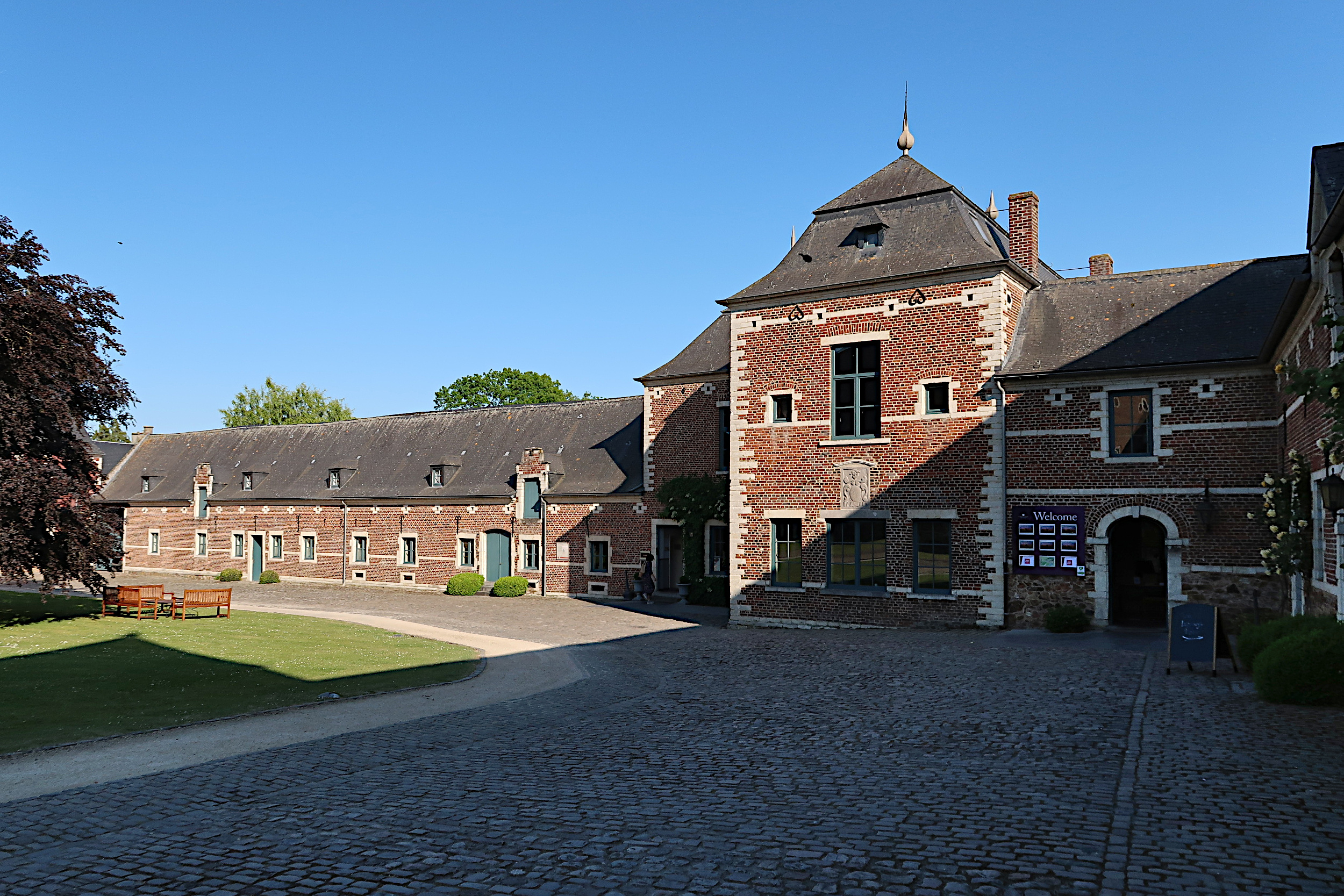
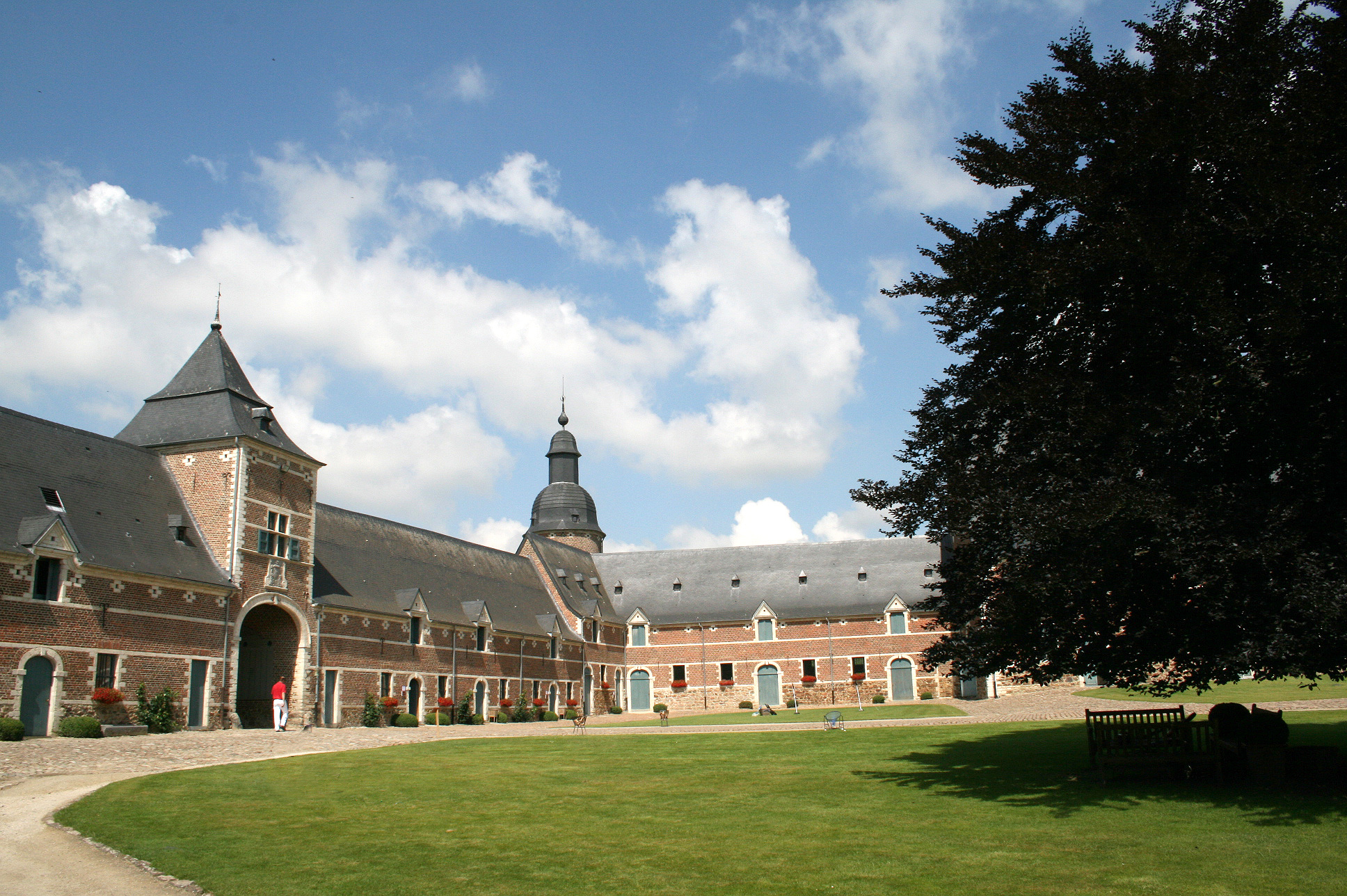

### Bâtiments agricoles
Il existe une vaste ferme en carré, assise sur le versant méridional d'une colline en pente douce, baignée en son pied par la Gette. L'ensemble, d'une remarquable homogénéité, est bâti de briques sous toiture d'ardoises, avec de nombreux éléments en pierre dite de Gobertange (chaînages d'angle, embrasures, etc.).
Les bâtiments agricoles sont restés intacts. Toutefois, si l'implantation du domaine remonte à près de sept siècles, l'aspect actuel est dû aux reconstructions du site, au cours du XVIIIe siècle. Monumentale et emblématique du site, classée patrimoine majeur de Wallonie en 1990, la Grange aux dîmes (servant à entreposer les dîmes, un impôt de l'Ancien Régime) comporte la plus vaste surface ardoisée d'Europe. Intégré dans le quadrilatère de la ferme, ce gigantesque vaisseau s'intègre pourtant aux volumes plus modestes des autres bâtiments.

### Grange à dîme
L'abbesse Lutgarde de Reumont fit édifier en 1722 cette majestueuse construction. Douze énormes colonnes soutiennent intérieurement la massive charpente de chêne portant une longue toiture d'ardoises allégée, sur chacun des versants, par deux rangées de lucarnes

### Moulins à eau
En contrebas et à proximité relative de La Ramée, deux moulins subsistent encore aujourd'hui dans l'environnement immédiat de l'ancien couvent, qui en possédait quatre. L'un, domestique, est attenant au domaine actuel ; l'autre, autrefois banal, est la propriété d'un tiers. Tous deux sont alimentés par la Gette, bien que le moulin attenant à la ferme soit désormais à sec. Celui-ci devait son fonctionnement à une ingénieuse solution destinée à contrer la position du moulin, situé trop haut par rapport au cours de la rivière. En effet, un affluent de la Gette, détourné depuis l'autre rive par un aqueduc enjambant la rivière, alimentait une retenue d'eau. Celle-ci commandait le fonctionnement de deux moulins, l'un consacré à la scierie (démoli), l'autre à la meunerie. Seul le second subsiste, désormais isolé. La retenue d'eau a été comblée et les biefs de décharge du moulin ont disparu. Plus loin dans le village, le quatrième moulin du domaine cistercien existe toujours.

### D'autres éléments
Il existe une tour d'angle coiffée d'un dôme surmonté d'une lanterne (d'architecture), ainsi que des portes surmontées de blasons d'abbesses.  

### Des fouilles
Des fouilles ont été menées par l'ULB au cours des années 1980, pour localiser les vestiges de l'église abbatiale. Quelques tranchées de sondage ont été opérées, permettant d'en situer les fondations, d'en évaluer l'emprise au sol et de diagnostiquer l'état de conservation des vestiges.
En 2006, le Service public de Wallonie a dirigé des fouilles de sauvetage aux abords immédiats des anciens étangs de la ferme, aujourd'hui comblés. Dans le cadre de la pose d'un collecteur d'eaux usées, et en prévision d'une restauration possible des étangs, la recherche s'est concentrée sur les vestiges menacés par la pose du collecteur, à savoir les berges de l'un des étangs et les fondations des biefs d'amenée d'eau. L'absence de matériel a interdit toute datation de la construction des étangs, dont deux phases d'édification seulement ont été déterminées.

## Archives
Malgré les guerres et les destructions qui ont marqué l’histoire de l’abbaye de La Ramée, une quantité très importante de documents médiévaux et modernes subsiste encore aujourd’hui sur celle-ci, notamment plus de 1 220 chartes. Les archives de La Ramée comptent également des lettres patentes des abbesse, des rapports des enquêtes préalables à leur élection, des testaments des religieuses, des dossiers relatifs à leur entrée en religion, etc. Conservées aux Archives de l'État à Louvain-la-Neuve, ces archives éclairent divers événements marquants de la vie de la communauté et permettent d’expliquer le mode de vie et les habitudes des moniales.

## Compléments